# Далекосхідна навага
Далекосхідна нава́га, або тихоокеанська нава́га (лат. Eleginus gracilis) — морська риба родини тріскових. Довжина до 50 см (зазвичай 30-35 см). Поширена в північній частині Тихого океану і в Північному Льодовитому океані, зокрема у Росії в морях, що омивають східне узбережжя; заходить в опріснену і навіть прісну воду. Нерест — з січня по березень. Плодючість від 4,9 до 680 тисяч ікринок. Об'єкт промислу.

## Опис
Максимальна довжина тіла далекосхідної наваги 55 см, зазвичай 25-35 см, маса тіла до 1,3 кг .

## Біологія
Навага — холодолюбна придонна риба, мешкає в прибережних зонах Японського, Охотського, Берингового і Чукотського морів.  Нагульний період у неї проходить влітку на глибинах 30-60 м. В осінньо-зимовий період зграї риб переміщуються до берегів для розмноження. Деякі косяки заходять навіть у озера і гирла річок.
Навага харчується різними черв'яками, ракоподібними, ікрою та молоддю інших риб. Статевозрілою стає на другому-третьому році життя. Нереститься в січні-березні при придонному температурі води від -0,5 до -1,9 ° С. Самка викидає 4,9-680 тисяч ікринок, які злегка прилипають до підводних предметів. З ростом молодь стає помітнішою для хижаків, і їй доводиться іноді шукати притулок під куполом медуз ціаній і аурелій.

## Господарське значення

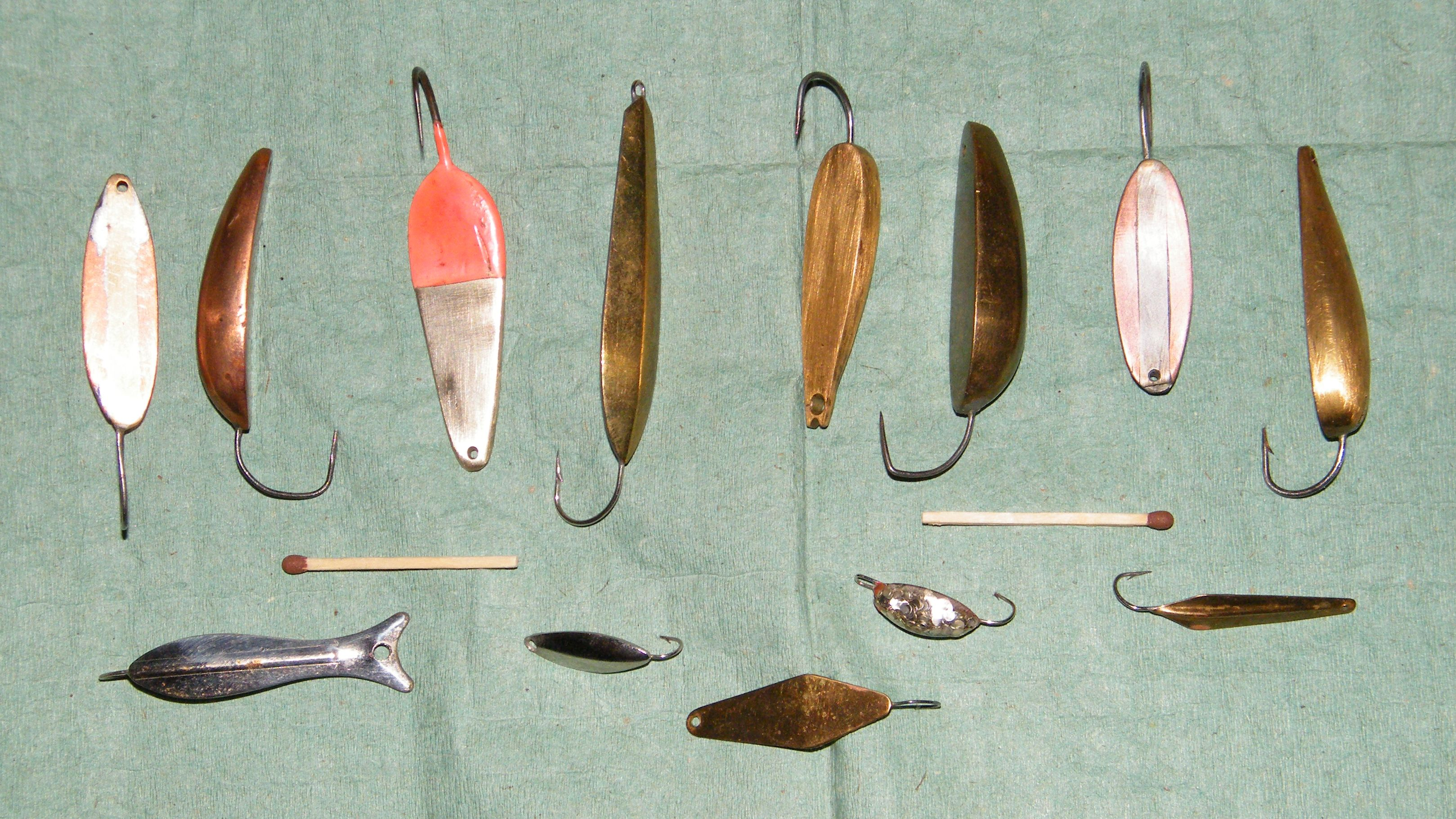
Зимові блешні для лову далекосхідної наваги

Далекосхідна навага — цінна промислова риба. Промисел ведеться ятерями, донними тралами, ставними і закидними неводами. Досить широко поширений її підлідний любительський лов.